# 阳春鼠刺
阳春鼠刺（学名：Itea yangchunensis）为虎耳草科鼠刺属下的一个种。

## 扩展阅读
- 維基物種上的相關：阳春鼠刺